# Krzysztof Staniec
Krzysztof Staniec (ur. 5 lipca 1978 w Tarnowskich Górach) – polski siatkarz, brązowy medalista mistrzostw Europy kadetów w 1995 roku, zdobywca Pucharu Polski z Czarnymi Radom. Środkowy grający również na pozycji atakującego. Wychowanek Wojskowego Klubu Sportowego, zawodnik Politechniki Warszawskiego, potem radomskiego Jadaru. W latach 2008–2012 gracz Czarnych Radom.

## Kariera w piłce siatkowej
Karierę zawodniczą rozpoczynał w Czarnych Radom. W sezonie 1995/1996 razem z Pawłem Zagumnym i Wojciechem Pietralskim zadebiutował w składzie seniorów, kiedy radomianie uczestniczyli w ekstraklasie. Wtedy radomscy siatkarze uplasowali się na 6. pozycji w klasyfikacji końcowej rozgrywek ligowych. W 1999 roku Staniec z zespołem sięgnął Puchar Polski, pokonując w meczu finałowym Yawal AZS Częstochowa. W kolejnym sezonie z drużyną reprezentował Polskę w europejskim Pucharze Zdobywców Pucharów. Radomianie swój udział w turnieju zakończyli na fazie grupowej. W sezonie 2001/2002 Wojskowy Klub Sportowy spadł z Polskiej Ligi Siatkówki, przegrywając walkę barażową z Morzem Szczecin.
W lipcu 2003 roku Krzysztof Staniec został zawodnikiem ówczesnego beniaminka najwyższej klasy ligowej, Politechniki Warszawskiej. Jednak po trzech miesiącach wrócił do Radomia i dołączył do drużyny Jadaru RTS, który zajął miejsce ligowe Czarnych. Barwy tego zespołu reprezentował do sezonu 2005/2006. Następnie znalazł pracę w WTS Warka uczestniczącej wtedy w II lidze. Pełnił tam funkcję grającego asystenta szkoleniowca.
W 2008 roku przeszedł do II-ligowych Czarnych Radom, w których objął obowiązki kapitana.

## Życie prywatne
Urodził się 5 lipca 1978 roku w Tarnowskich Górach. Jest absolwentem radomskiego IV Liceum Ogólnokształcącego im. Tytusa Chałubińskiego oraz Politechniki Radomskiej im. Kazimierza Puławskiego.